# Université de Stuttgart
 (juillet 2023).
L'université de Stuttgart est une institution d'enseignement supérieur à Stuttgart avec une prédominance des filières scientifiques. Toutefois, elle propose également comme les autres universités allemandes des filières de langues, d'arts et de lettres.
Il existe en Allemagne seulement deux universités proposant une filière d’études complètes en aérospatial : l’université de Stuttgart et l'université de la Bundeswehr à Munich.

## Histoire

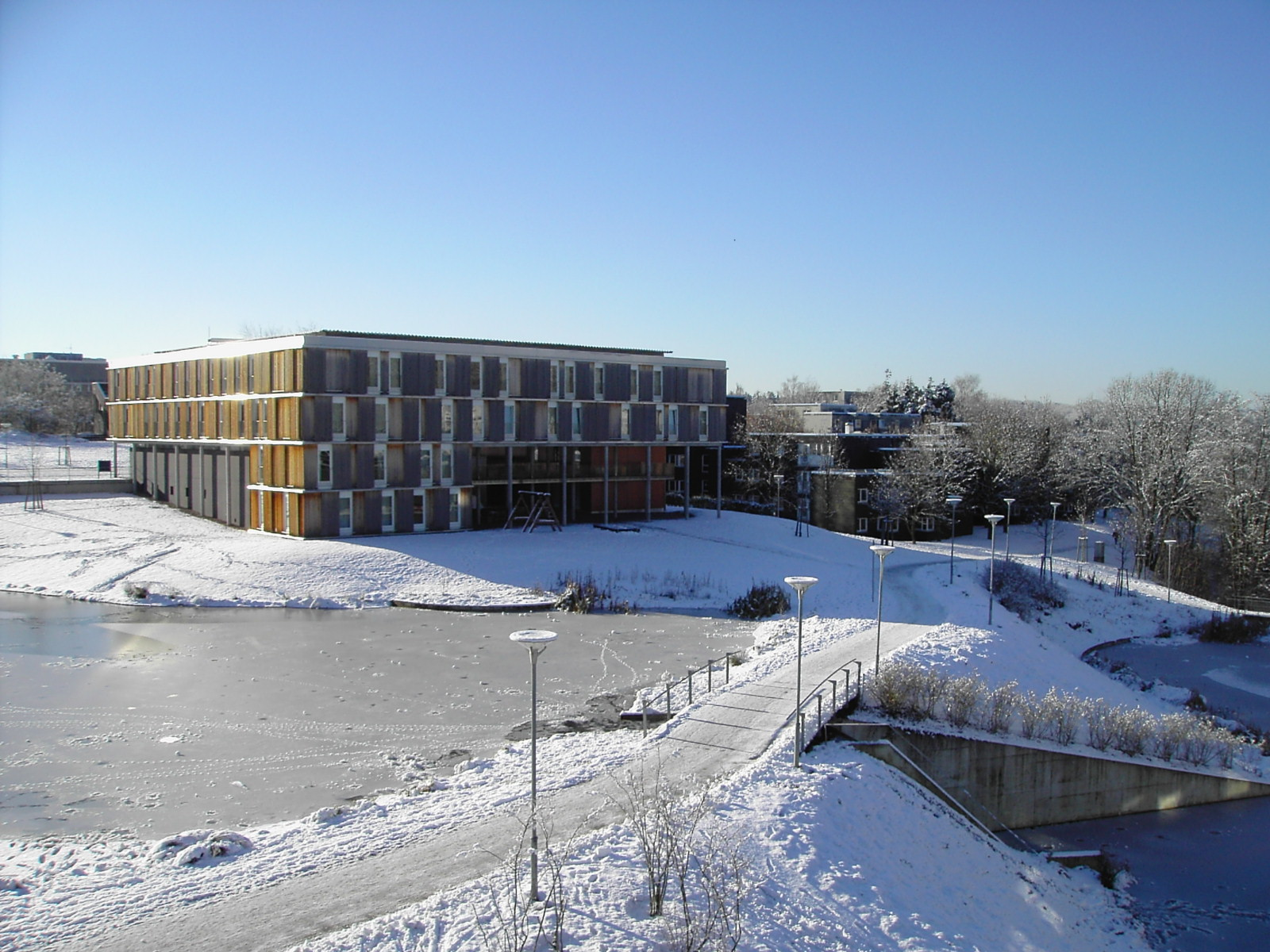
Maison des invités et résidences des étudiants de l'université de Stuttgart. Campus Vaihingen.

L’histoire de l’université de Stuttgart remonte à la fondation de la « Vereinigte Real- und Gewerbeschule » (école unie des sciences et commerces) en 1829. En raison de l’importance croissante des sciences d’ingénieur et de l’académisation des études, elle devient « Technische Hochschule », c'est-à-dire une école supérieure technique en 1876. En 1900, elle obtient le droit d’admettre des étudiants en doctorat dans les filières techniques. Le développement des filières en sciences humaines lui permet d'acquérir le titre d'université en 1967. 
L’université accueille sur un deuxième campus dans le faubourg de Vaihingen, developpé depuis la fin des années 1950, les sciences de la vie, de la terre et l'ingénierie. En revanche, les sciences humaines, les lettres, les sciences sociales et l'architecture demeurent dans les bâtiments d'origine du centre-ville. 
Outre ces deux campus, d'autres installations sont réparties dans toute la ville, comme l'Institut de minéralogie et chimie des cristaux au Azenberg.

## Facultés

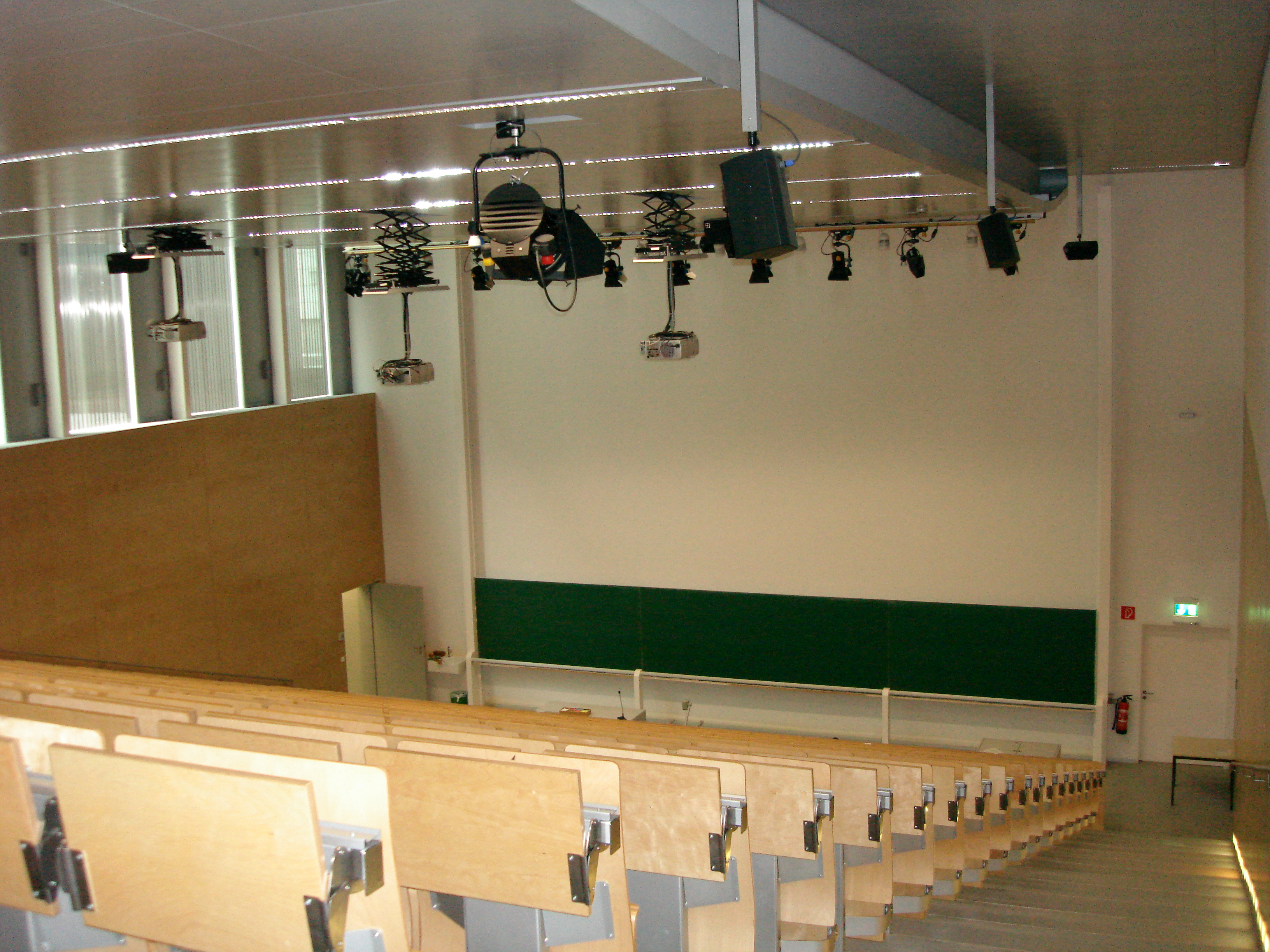
L'amphi V38.01. Campus Vaihingen.

- Faculté 1 : Architecture et urbanisme
- Faculté 2 : Sciences de génie civil et environnemental
- Faculté 3 : Chimie
- Faculté 4 : Géologie et biologie
- Faculté 5 : Informatique, électrotechnique et technologies de l'information
- Faculté 6 : Aéronautique, espace et géodésie
- Faculté 7 : Génie mécanique
- Faculté 8 : Mathématiques et physique
- Faculté 9 : Faculté philosophico-historique
- Faculté 10 : Sciences économiques et sociales

### Coopération
L'université de Stuttgart possède une chaire de physique du bâtiment à l'Institut Fraunhofer de physique des bâtiments.

## Filières
Toutes les filières classiques des écoles supérieures techniques, plus les filières suivantes :
- Technique des véhicules et motorisation
- Gestion des technologies
- Génie aéronautique
- Sciences culturelles et humaines
- Informatique
- Génie logiciel (filière inventée à Stuttgart et seule de ce genre en Allemagne)
- Biologie technique
- Cybernétique technique (l’université de Stuttgart est l’unique université allemande à proposer cette filière en tant que cursus intégral)
- Sciences économiques et sociales
- Génie des procédés

## Personnalités liées à l'université

### Étudiants
- Wunibald Kamm, aérodynamicien de véhicule et pionnier de la motorisation
- Yajin Zhang, architecte chinoise
- Ulf Merbold, physicien et astronaute, deuxième Allemand en espace
- Ernst Heinkel, ingénieur de l’aéronautique et pionnier du turboréacteur
- Walter Kreiser, ingénieur et journaliste pacifiste ; il alarma le monde de la politique d’armement de l’Allemagne à la veille de la Seconde Guerre mondiale
- Gottlieb Daimler, père de l’automobile
- Ulrich Spiesshofer, PDG du groupe ABB depuis septembre 2013
- Geertrui Mieke De Ketelaere, ingénieure, spécialiste de l'intelligence artificielle
- Brigitte Peterhans, architecte
- Grit Bauer-Revellio, architecte